# La Chorale du bonheur
Pour les articles homonymes, voir Som.
Pour plus de détails, voir Fiche technique et Distribution.
La Chorale du bonheur (Så som i himmelen) est un film suédois réalisé par Kay Pollak, sorti en 2004. 
Le film fut nommé à l'Oscar du meilleur film en langue étrangère. La Chanson de Gabriella (Gabriellas sång), chantée dans le film par Helen Sjöholm,  a connu un certain succès dans les pays du nord de l'Europe, où on en fait une version en anglais, en allemand, en néerlandais, et en frison.

## Fiche technique
- Titre : Så som i himmelen
- Titre francophone DVD : La Chorale du bonheur
- Titre anglophone : As It Is in Heaven
- Réalisation : Kay Pollak
- Scénario : Kay Pollak, Anders Nyberg, Ola Olsson, Carin Pollak et Margaretha Pollak
- Production : Anders Birkeland, Gunnar Carlsson, Göran Lindström, Henrik Møller-Sørensen, Peter Possne et Per-Erik Svensson
- Musique : Stefan Nilsson
- Pays d'origine : Suède
- Genre : Comédie dramatique, comédie romantique et film musical
- Durée : 132 minutes
- Date de sortie :  2004

## Distribution
- Michael Nyqvist : Daniel Daréus
- Frida Hallgren : Lena
- Helen Sjöholm : Gabriella
- Lennart Jähkel :  Arne
- Ingela Olsson : Inger